# Джиллетт Стэдиум
«Джилле́тт Стэ́диум» (англ. Gillette Stadium) — стадион, расположенный в юго-западном пригороде Бостона, городе Фоксборо, штата Массачусетс, США. Домашний стадион и штаб-квартира клубов «Нью-Ингленд Пэтриотс» из НФЛ и «Нью-Инглэнд Революшн» из MLS. Построен на замену «Фоксборо Стэдиум».

## История
Город Фоксборо одобрил строительство нового стадиона «Нью-Ингленд Пэтриотс» 6 декабря 1999 года.
«Патриоты» обнародовали планы относительно нового стадиона 18 апреля 2000 года. Вместимость стадиона составляла 68 тыс. зрителей. Стоимость сооружения — $325 млн, финансировалась из частных источников. Из бюджета штата выделялось $70 млн для создания сопутствующей инфраструктуры.
Стадион был открыт 11 мая 2002 года футбольным матчем между «Нью-Инглэнд Революшн» и «Даллас Бёрн». Хозяева поля обыграли гостей со счётом 2:0 при аншлаге в 22 006 зрителей.
Стадион первоначально назывался «Си-эм-джи-ай Филд». Интернет-компания CMGI приобрела права на название в 2000 году и согласно сделке должна была платить $7,6 млн в год в течение 15 лет. Но после краха доткомов права на название были куплены Gillette Co. и в августе 2002 года стадион был переименован в «Джиллетт Стэдиум». В сентябре 2010 года Gillette продлил владение правами на название стадиона до сезона 2031 года.
На стадионе пройдут матчи чемпионата мира по футболу 2026 года.